# Hässelby, Heby kommun
Hässelby är en gammal by i Harbo socken, Heby kommun. Idag är byn en storbondgård i privat ägo.
Namnet betyder byn med Hasselbeståndet, och byn har forntida anor. Intill den gamla bytomten finns runstenen U1177, ristad av den kände runristaren Öpir. Runstenen står på ett gravfält med 9 runda stensättningar, en av dem höglik.
Byn omtalas första gången i markgäldsförteckningen 1312 ('Æsliby'), då fanns här tre skattskyldiga bönder. Eftersom den bara skattebönder är upptagna markgäldsförteckningen är det möjligt att byn redan då var större. Byn har ursprungligen bestått av 4 mantal, ett var en skattegård, men den var redan 1418 underlagd byn Brattberg. 1492 stämde bonden Per Jönsson i Upplanda, Östervåla socken Bengt Fadersson (Sparre av Hjulsta och Ängsö) om en gård i Hässelby som han farfar skulle ha pantsatt till Gotskalk Bengtsson (Ulv). Det betyder då att en av Aspnäs gårdar i Hässelby på 1400-talet gått från skatte till frälse.
Två gårdar tillhörde alltså Aspnäs i Östervåla, de kom senare att höra under Harbonäs då det bröts loss som ett eget säteri. Den sista frälsegården tillhörde Viby, och gjorde så åtminstone i Svante Stures jordebok 1528. Jordeboken 1541 upptar tre frälsegårdar och två frälsetorp. Hässelby har haft många torp på sina ägor, många med ovaligt gamla anor. Torpet Koxbo omtalas redan 1606, Olbo 1632 (möjligen 1623), Svensbo 1671 (fungerade under lång tid som soldattorp för Hässelby soldat med namnet Hässel.  Senare tillkommer torpen Skogen (1861), Österbo (1881), Kasbo (omtalat 1754), Lugnet (1852) och Nilsbo (1825). Gården Bogärde, som visserligen är en gammal 1300-talsgård sägs tidvis ha varit torp under Hässelby. Backen, tidigare kallat Stebrobacken eller Tomten avstyckades från Hässelby 1929.
Från slutet av 1600-talet hade byn vuxit till 8 gårdar och var som störst. På 1700-talet fanns i byn även två väderkvarnar, placerade på höjden där gravfältet ligger. På 1780-talet skedde ägobyte mellan Harbonäs och Viby, och hela byn hamnade under Harbonäs säteri.
Hela byn såldes av från Harbonäskomplexet på 1830-talet till en Anders Wessblad från Tierp. Han avhyste alla bönderna och lade jorden under drift av statare. Han startade potatisodling som han brände i ett eget brännvinsbränneri. Tyvärr drabbades potatisen av torröta, och Wessblad gjorde konkurs. Det kom därefter att hamna i Uppsala universitets ägo som brukade byn med arrendatorer. 1858–1860 var Pontus Wikner informator hos akademifogden Anckarsvärd här på Hässelby. Han har berättat om vistelsen: Den själens ensamhet i vilken jag där kände mig försatt, vände mer än förut min tanke inåt.
Anckarsvärd efterträddes av Nils Adalrik Drakenberg, som vid sin avflyttning 1882 var mycket saknad. Under de följande åren byttes rättare vart och vart annat år.
1940 bodde 74 personer på Hässelby ägor, 1981 fanns 15 personer boende på ägorna.